# Panaitan
Panaitan est une île de la mer de Java 
située à environ 10 km au large de la presqu'île d'Ujung Kulon à l'extrémité occidentale de l'île de Java en Indonésie. Elle fait partie du parc national d'Ujung Kulon.
Administrativement, l'île fait partie du kabupaten de Pandeglang dans la province de Banten.

## Histoire

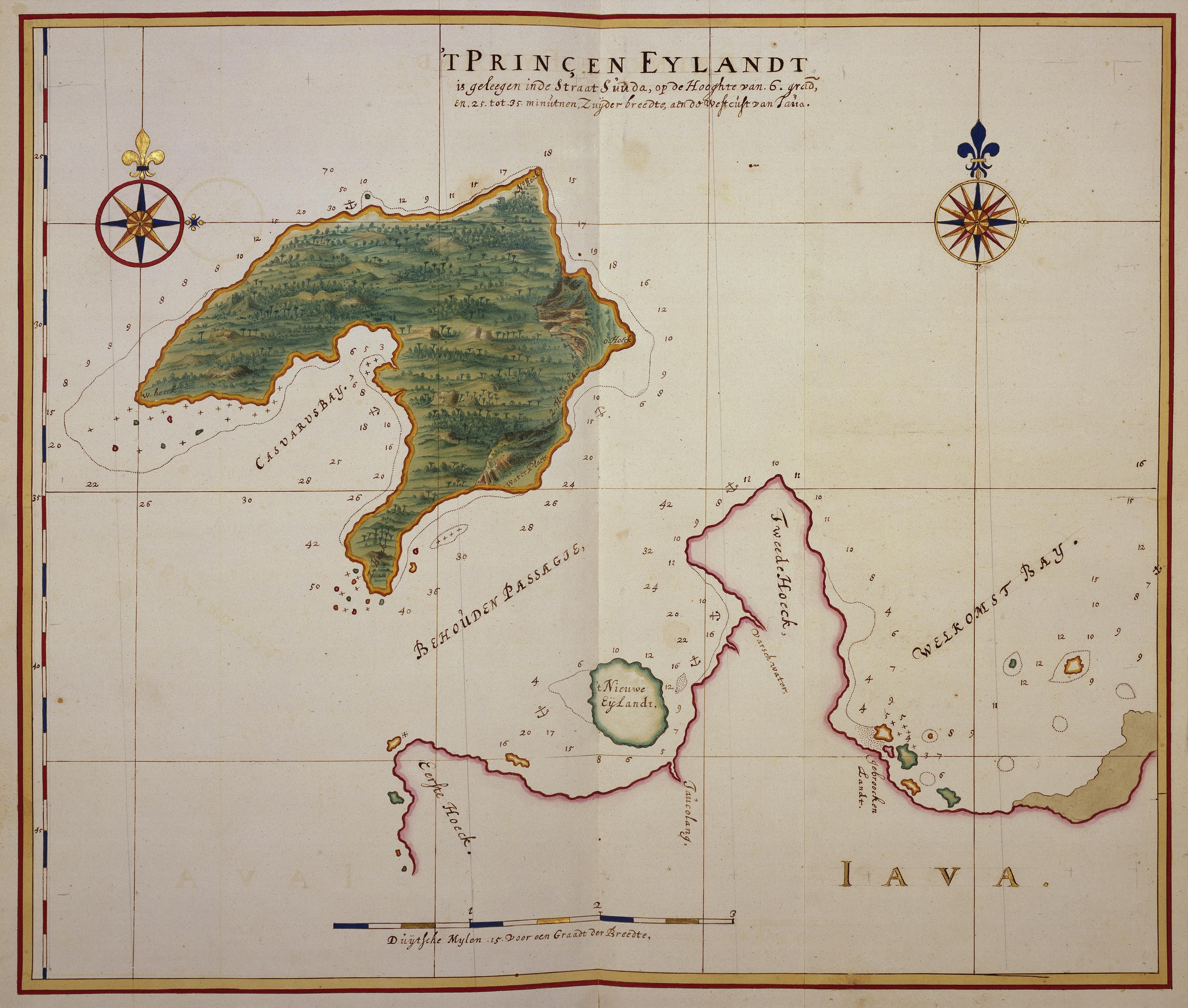
Carte 1665-1668 de Panaitan (Princen Eylandt)

On a trouvé des statues de Ganesha et de Shiva au sommet du mont Raksa. On estime qu'elles datent du Ier siècle apr. J.-C.
On pense que Panaitan était une escale pour les bateaux qui empruntaient le détroit de la Sonde. James Cook y a jeté l'ancre du 6 au 16 janvier 1771.
Les Hollandais appelaient l'île Princen Eiland, "l'île au Prince".

## Tourisme

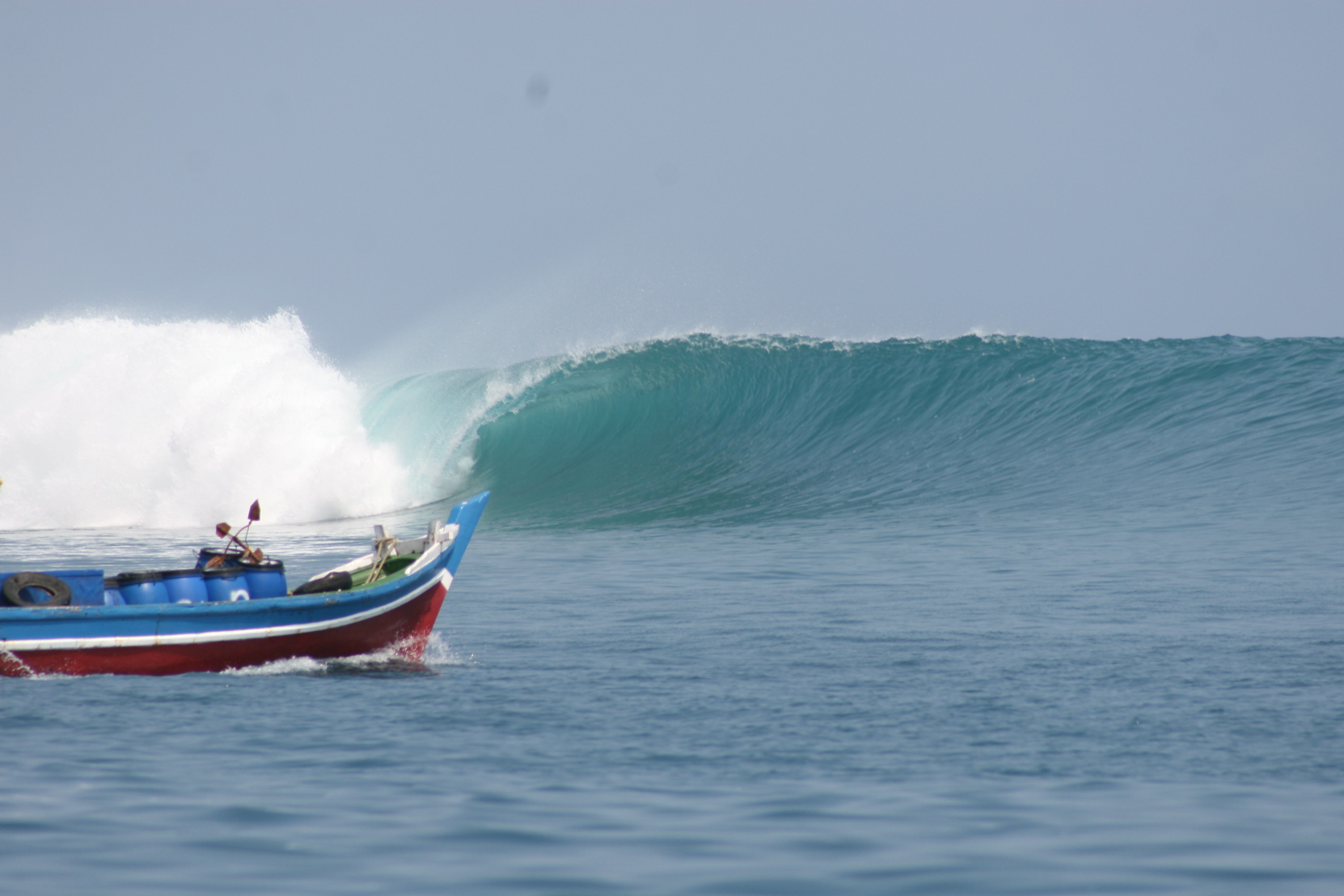
Le spot de One Palm Point à Panaitan

Panaitan fait partie du parc national d'Ujung Kulon.
L'île est un spot de surf. L'île serait menacée par l'installation d'un camp par un opérateur peu scrupuleux.